# 和田町 (秋田県)
和田町（わだまち）は、秋田県河辺郡に置かれていた町。
秋田市への合併後は、秋田市河辺大沢、秋田市河辺高岡、秋田市河辺赤平、秋田市河辺大張野、秋田市河辺神内、秋田市河辺諸井および秋田市河辺和田。

## 歴史
- 平安時代 - 出羽国秋田郡成相郷として成立。
- 1873年（明治6年） - 式田宮崎村が和田村に改称する。
- 1889年（明治22年）4月1日 - 町村制施行により大沢村、高岡村、赤平村、大張野村、神内村、諸井村、和田村が合併し、河辺郡和田村が誕生。
- 1903年（明治36年）10月1日 - 和田駅開業。
- 1921年（大正10年）11月10日 - 船岡信号場（後の大張野駅）開設。
- 1935年（昭和10年）1月1日 - 町制を施行して和田町となる。
- 1942年（昭和17年）4月1日 - 河辺郡豊島村を編入する。
- 1950年（昭和25年）7月1日 - 豊島村と分立する。
- 1955年（昭和30年）3月31日 - 岩見三内村および豊島村と合併し、河辺町となる。
- 2005年（平成17年）1月11日 - 河辺町が雄和町とともに秋田市へ編入される。

## 首長
村長
- 8代:橋本平左衛門 (11代)
- 9代:橋本平左衛門 (12代)

## 教育

### 中学校
- 和田中学校 - 昭和34年河辺町立戸島中学校と統合し河辺町立河辺中学校となる。

### 小学校
- 赤平小学校 - 明治8年 和田小学校分教室として設置。明治25年独立。秋田市に編入後、河辺小学校に統合され、廃校となった。
- 和田小学校 - 河辺町への合併後、昭和46年に河辺町立黒沼小学校と統合し河辺町立河辺小学校となる。